# 6ピーシズ・オブ・シルヴァー
『6ピーシズ・オブ・シルヴァー』（6 Pieces of Silver）は、アメリカ合衆国のジャズ・ピアニスト、ホレス・シルヴァーが1956年に録音・発表したスタジオ・アルバム。

## 解説
1956年にザ・ジャズ・メッセンジャーズを離れ、自身のクインテットを結成したシルヴァーは、まずエピック・レコードでアルバム『シルヴァーズ・ブルー』を録音し、4か月後に古巣のブルーノート・レコードで本作を録音した。ドラマーのルイス・ヘイズのみ、『シルヴァーズ・ブルー』には参加していない新メンバーである。なお、「クール・アイズ」は、『シルヴァーズ・ブルー』に「To Beat or No to Beat」というタイトルで収録された曲の改作である。
スコット・ヤナウはオールミュージックにおいて5点満点中4.5点を付け「初期のシルヴァー・クインテットは、実質的にザ・ジャズ・メッセンジャーズとほとんど同じ（ドラマーはアート・ブレイキーに代わりルイス・ヘイズが参加）だが、この時点でバンド独自の音楽性を開拓し始めていた」「ハード・バップ、それにゴスペル色を取り入れたジャズの逸品」と評している。

## 収録曲
特記なき楽曲はホレス・シルヴァー作。
1. クール・アイズ - "Cool Eyes" - 5:58
2. シャール - "Shirl" - 4:19
3. カムフラージュ - "Camouflage" - 4:28
4. エンチャントメント - "Enchantment" - 6:25
5. セニョール・ブルース - "Senor Blues" - 7:04
6. ヴァーゴ - "Virgo" - 5:51
7. フォー・ヘヴンズ・セイク - "For Heaven's Sake" (Elise Bretton, Sherman Edwards, Donald Meyer) - 5:08

### 1988年再発CD (CDP 7 81539 2 / CJ28-5066)
9. 10.は本作とは別の1958年6月15日のセッションで録音され、10.にはビル・ヘンダーソンがボーカルで参加した。
1. クール・アイズ - "Cool Eyes" - 5:54
2. シャール - "Shirl" - 4:15
3. カムフラージュ - "Camouflage" - 4:24
4. エンチャントメント - "Enchantment" - 6:20
5. セニョール・ブルース - "Senor Blues" - 7:01
6. セニョール・ブルース（シングル・ヴァージョン）- "Senor Blues (45 Version)" - 6:35
7. ヴァーゴ - "Virgo" - 5:47
8. フォー・ヘヴンズ・セイク - "For Heaven's Sake" (E. Bretton, S. Edwards, D. Meyer) - 5:07
9. ティッピン - "Tippin'" - 6:09
10. セニョール・ブルース（ヴォーカル・ヴァージョン） - "Senor Blues (Vocal Version)" - 6:14

## 参加ミュージシャン
- ホレス・シルヴァー - ピアノ
- ドナルド・バード - トランペット(#2, #7を除く全曲)
- ハンク・モブレー - テナー・サクソフォーン(#2, #7を除く全曲)
- ダグ・ワトキンス（英語版） - ベース
- ルイス・ヘイズ - ドラムス

### 1988年再発CDボーナス・トラック
- ホレス・シルヴァー - ピアノ
- ドナルド・バード - トランペット
- ジュニア・クック - テナー・サクソフォーン
- ジーン・テイラー - ベース
- ルイス・ヘイズ - ドラムス
- ビル・ヘンダーソン - ボーカル(on "Senor Blues (Vocal Version)")